# لورو (کلمبیا)
لورو (انگلیسی: Lloró) نام شهری در کشور کلمبیا است.